# Heliotropium confertifolium
Heliotropium confertifolium là loài thực vật có hoa trong họ Mồ hôi. Loài này được (Torr.) Torr. ex A. Gray mô tả khoa học đầu tiên năm 1878.